# Капустяная
Капустяная (укр. Капустяна) — село, входит в Обуховский район Киевской области Украины.
Население по переписи 2001 года составляло 30 человек. Почтовый индекс — 08714. Телефонный код — 4572. Занимает площадь 0,009 км². Код КОАТУУ — 3223187703.

## Местный совет
08714, Київська обл., Обухівський р-н, с. Старі Безрадичі